# At My Window
At My Window è un album di Townes Van Zandt, pubblicato dalla Sugar Hill Records nel 1987. I brani del disco furono registrati al Jack Clement's Cowboy Arms Hotel & Recording Spa di Nashville, Tennessee (Stati Uniti).

## Tracce
Brani composti da Townes Van Zandt, eccetto dove indicato
Lato A
1. Snowin' on Raton – 3:52
2. Blue Wind Blew – 2:37
3. At My Window – 4:08
4. For the Sake of the Song – 4:24
5. Ain't Leavin' Your Love – 2:33

Lato B
1. Buckskin Stallion Blues – 3:00
2. Little Sundance #2 – 2:59
3. Still Lookin' for You – 2:38
4. Gone, Gone Blues – 2:43 (Mickey White, Townes Van Zandt)
5. The Catfish Song – 4:26

## Musicisti
- Townes Van Zandt - chitarra acustica, voce
- Mickey White - chitarra acustica, chitarra elettrica solista, chitarra ritmica, chitarra slide
- Mark Howard - chitarra acustica, chitarra steel, chitarra gut string
- Jim Rooney - chitarra acustica
- Jack Clement - chitarra acustica, dobro
- Mark O'Connor - fiddle, mandolino
- Charles Cochran - pianoforte, sintetizzatore (Dx-7)
- Mickey Raphael - armonica
- Donny Silverman - sassofono, flauto
- Joey Miskulin - accordion
- Roy Huskey Jr. - basso acustico
- Kenny Malone - batteria, percussioni